# Iva Zabkar
Iva Zabkar (* im 20. Jahrhundert in Zagreb) ist eine österreichische Komponistin und Sound Designerin.

## Leben
Iva Zabkar wuchs in Wien auf, wo sie das Bundesgymnasium und Bundesrealgymnasium Wien III (HIB Boerhaavegasse) mit Schwerpunkt Musik/Klavier besuchte. Während der Schulzeit komponiert sie erste Werke. An der Universität für Musik und darstellende Kunst Wien (mdw) studierte sie zunächst von 2001 bis 2006 Instrumental- und Gesangspädagogik (IGP), Tasteninstrumente Popularmusik bei Reinhard Theiser und Herbert Pichler und Klavier Klassik bei Ursula Kneihs. 2005/06 besuchte sie den Vorbereitungslehrgang für Komposition und Musiktheorie bei Herbert Lauermann, ab 2006 studierte sie Medienkomposition bei Reinhard Karger an der mdw.
Mit Regisseur Umut Dağ gab sie mit Kuma 2012 ihr Kinofilmdebüt, mit Risse im Beton (2014), ihrer ersten Tatort-Folge Rebecca (2016), dem ORF-Landkrimi Endabrechnung (2016) sowie dem Fernsehfilm Das deutsche Kind (2017), den Tatort-Folgen Sonnenwende (2018) und Das Monster von Kassel (2019), der ORF/ZDF-Mini-Serie Am Anschlag – Die Macht der Kränkung (2021) sowie Polizeiruf 110: Widerfahrnis (2025) folgten weitere Produktionen gemeinsam mit Umut Dağ.
Zabkar ist Dozentin an der Popakademie/JSBM Musikschule und unterrichtet Klavier und leitet Musikworkshops in Kooperation mit dem mumok. Sie produzierte für das Female Artpop-Projekt iNANA mit Sängerin Nina Braith und Tracks und Remixe für ihre Projekte soundfootage und kotomaki. Außerdem ist sie Mitbegründerin des Komponistenkollektivs track15 und des Wiener Musiklabels/Kollektivs Beatzarilla sowie Mitglied der Akademie des Österreichischen Films.

## Filmografie (Auswahl)

### Als Komponistin
- 2005: Aoeo
- 2009: Tiefensucht (Kurzfilm)
- 2009: Gott hat es schwer mit uns (Dokumentation)
- 2011: Bastagon und die Regenbogenprinzessin (Kurzfilm)
- 2011: Vorstellungsgespräche (Kurzfilm)
- 2012: Abgestempelt (Kurzfilm)
- 2012: Kuma
- 2012: Der Wandler
- 2012: Clara Sehen (Kurzfilm)
- 2013: Ketchup Kid (Kurzfilm)
- 2013: Das Begräbnis des Harald Kramer (Kurzfilm)
- 2013: Skin Story (Kurzfilm)
- 2013: Albatrosse (Kurzfilm)
- 2014: Risse im Beton
- 2015: Der Verurteilte (Kurzfilm)
- 2016: Liebe möglicherweise
- 2016: Eternally (Kurzfilm)
- 2016: Landkrimi – Endabrechnung (Fernsehreihe)
- 2016: Tatort – Rebecca (Fernsehreihe)
- 2017: Das deutsche Kind (Fernsehfilm)
- 2017: Spring Hopes: Our Way to Live Free (Dokumentation)
- 2018: Tatort – Sonnenwende (Fernsehreihe)
- 2018: The Dark
- 2018: Womit haben wir das verdient?
- 2019: Tatort – Das Monster von Kassel (Fernsehreihe)
- 2019: Stadtkomödie – Curling for Eisenstadt (Fernsehreihe)
- 2020: Alle Nadeln an der Tanne (Fernsehfilm)
- 2021: Mehrunisa
- 2021: Dreiraumwohnung (Fernsehfilm)
- 2021: Tatort – Verschwörung (Fernsehreihe)
- 2021: Am Anschlag – Die Macht der Kränkung (Mini-Serie)
- 2022: Blind ermittelt – Blind ermittelt – Tod im Prater (Fernsehreihe)
- 2022: Blind ermittelt – Die nackte Kaiserin (Fernsehreihe)
- 2022: Katharina Tempel: Was wir verbergen (Fernsehreihe)
- 2023: Landkrimi – Immerstill (Fernsehfilm)
- 2023: Griechenland
- 2023: Blindspot (Fernsehfilm)
- 2023: Wie kommen wir da wieder raus?
- 2023: Stadtkomödie – Heribert (Fernsehfilm)
- 2025: Polizeiruf 110: Widerfahrnis (Fernsehreihe)

### Als Sound-Designerin
- 2013: Albatrosse (Kurzfilm)
- 2014: Risse im Beton